# Prix Hector
Pour les articles homonymes, voir Hector (homonymie).
Le prix de science Hector est une distinction scientifique décernée depuis 2009 par la Fondation Hector II, du couple marié Hans-Werner Hector (de) et Josephine Hector. Il est doté de 150 000 € par an. Le prix reconnaît les professeurs des universités et des instituts de recherche allemands des domaines STIM pour « leurs réalisations de recherche exceptionnelles, leur engagement dans l'enseignement et la promotion des jeunes chercheurs et leur contribution globale au développement de l'enseignement, des sciences ou de leur université ». 
Les lauréats sont nommés Hector Fellow et admis à la Hector Fellow Academy. 
Ne pas confondre avec la médaille Hector décernée par la Société royale de Nouvelle-Zélande

## Lauréats
- 2008 Peter Gumbsch (de), Doris Wedlich, Martin Wegener
- 2009 Thomas Elbert (de), Manfred M. Kappes (de), Franz Nestmann
- 2010 Stephen K. Hashmi (de), Jürg Leuthold (de), Jens Timmer (de)
- 2011 Axel Meyer (de), Nikolaus Pfanner (de), Hilbert von Löhneysen (de)
- 2012 Immanuel Bloch (en), Günter Ziegler, Eberhart Zrenner (de)
- 2013 Antje Boetius, Christoph Klein (en), Karl Leo (de)
- 2014 Eva Grebel, Thomas Lengauer (de)
- 2015 Peter Hegemann[2]
- 2016 Ralf Bartenschlager (de)
- 2017 Brigitte Röder (de)
- 2018 Bernhard Schölkopf
- 2019 Wolfgang Wernsdorfer